# ヴィンツァーラ

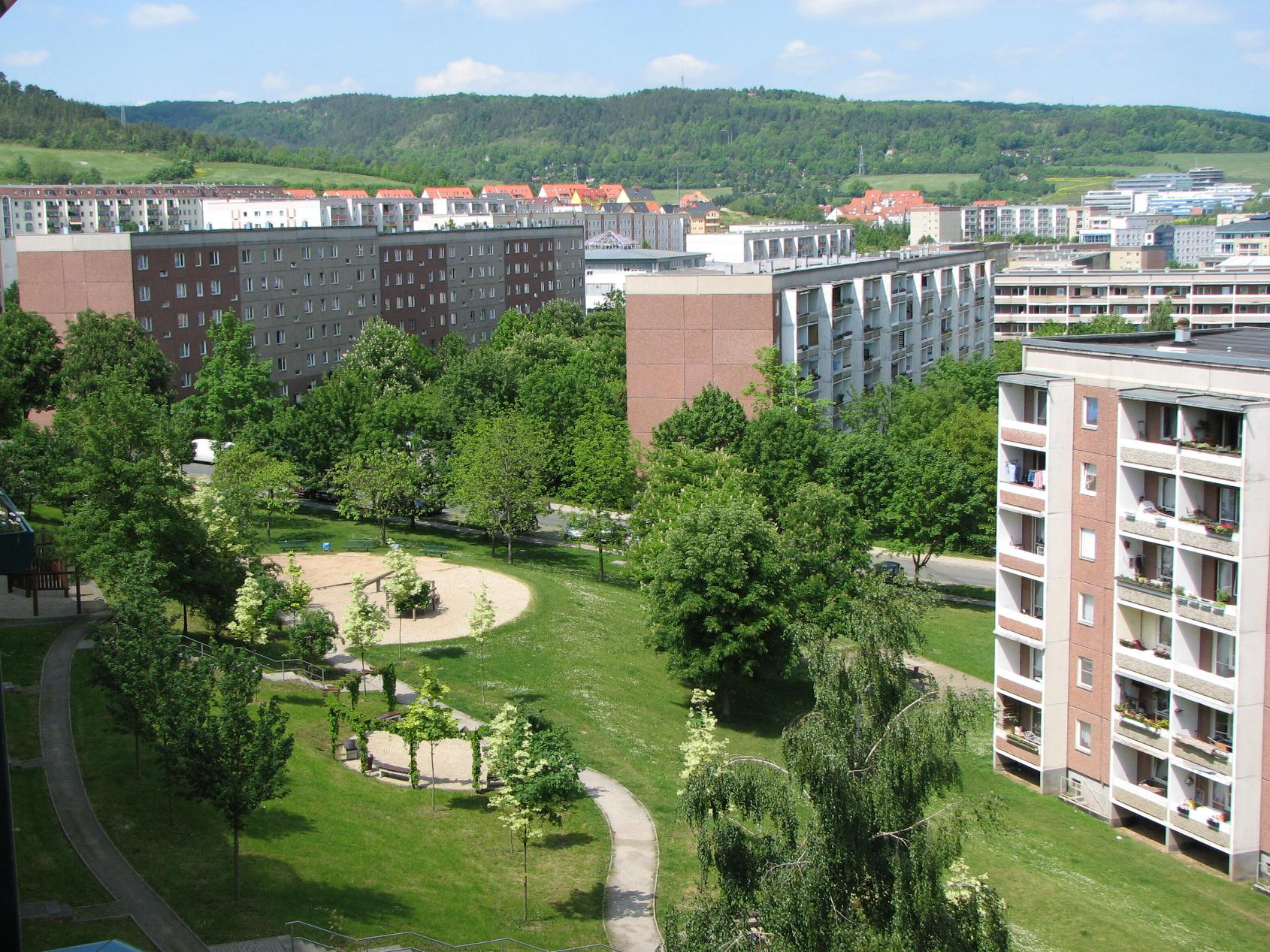
ヴィンツァーラの住宅地

ヴィンツァーラ（独: Winzerla）は、チューリンゲン州の独立市イェーナの南西に位置する市区である。

## 歴史

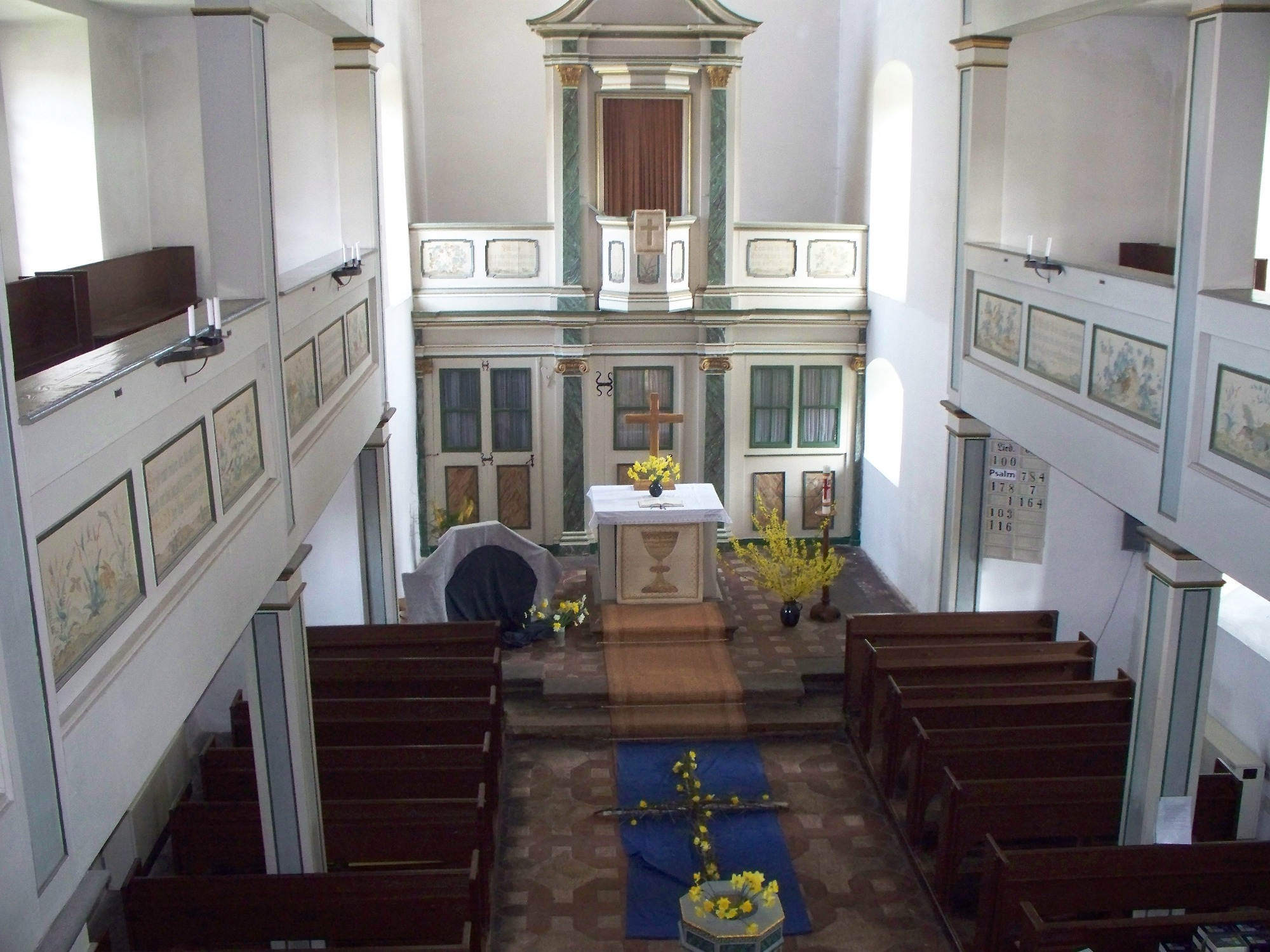
ヴィンツァーラの教会（2009）

ヴィンツァーラが初めて歴史上の文書に登場するのは1325年である。ヴィンツァーラは、ワイン醸造者を意味するWinzerに由来しているが、ワインだけでなくホップも栽培されていた。農場主たちの最も古い伝承は、1421年から1425年から残っている。
1922年に反対がありつつもイェーナに編入された。
イェーナの経済成長はヴィンツァーラにも影響を及ぼした。カール・ツァイスの工場がイェーナに定着し、1967年にイェーナ火力発電所の基盤が気づかれた。カールツァイス人民公社が成長すると、住宅地建設の需要が高まり、1970年および1980年から5500の新住居が建設された。2006年では約5km2の市街区に11，200人が住んでいた。
1990年代初めに、「ヴィンツァークラブ」でネオナチのウーヴェ・ムントロース、ウーヴェ・ベーンハルト、ベアーテ・チェーペが知り合った場所として、2011年終わりにヴィンツァーラは全国で有名になった。のちに彼らは、極右テログループである国家社会主義地下組織として、9人の移民と女性警官ミシェレ・キーゼヴェッターを殺害した。ムントロースとチェーペはヴィンツァーラの出身である。
2000年6月18日、ネオナチで後にNPD幹部になるラルフ・ヴォールレーベンは、イェーナ・ヴィンツァーラの町議会選挙で111票の得票をとって議員に選出され、2002年終わりまで青年部門を担当していた。ヴォールレーベンは、NSUのテロリストたちを支援した疑いが持たれ、2011年末から再拘留されている。